# Conopomorpha chionochtha
Conopomorpha chionochtha är en fjärilsart som beskrevs av Edward Meyrick 1907. Conopomorpha chionochtha ingår i släktet Conopomorpha och familjen styltmalar. Inga underarter finns listade i Catalogue of Life.